# La Riera (Tona)
La Riera és una masia de Tona (Osona) protegida com a Bé Cultural d'Interès Local.

## Descripció
Masia de planta baixa i pis, coberta a dues aigües i carener paral·lel a la façana principal. En aquesta última es troba la porta d'accés, adovellada i d'aparell de pedra irregular i escairada a les cantonades. Hi ha també una finestra amb llinda i muntants de pedra. Destaquen les dues obertures principals, amb decoracions circulars i un escut. El mas compta amb edificis annexos per a ús agrícola.

## Història
L'any 1224 ja existia el mas.